# Plainville (Oise)
Plainville ist eine französische Gemeinde mit 163 Einwohnern (Stand: 1. Januar 2022) im Département Oise in der Region Hauts-de-France (vor 2016 Picardie). Sie liegt im Arrondissement Clermont und ist Teil der Communauté de communes de l’Oise Picarde und des Kantons Saint-Just-en-Chaussée (bis 2015 Breteuil). Die Einwohner werden Plainvillois genannt.

## Geographie
Plainville liegt etwa 45 Kilometer nordnordöstlich von Beauvais. Umgeben wird Plainville von den Nachbargemeinden Broyes im Norden, Welles-Pérennes im Süden und Osten, La Hérelle im Südwesten sowie Chepoix im Westen.

## Einwohner
| 1962                      | 1968 | 1975 | 1982 | 1990 | 1999 | 2006 | 2013 |
| ------------------------- | ---- | ---- | ---- | ---- | ---- | ---- | ---- |
| 165                       | 174  | 163  | 138  | 124  | 148  | 169  | 163  |
| Quelle: Cassini und INSEE |      |      |      |      |      |      |      |

## Sehenswürdigkeiten

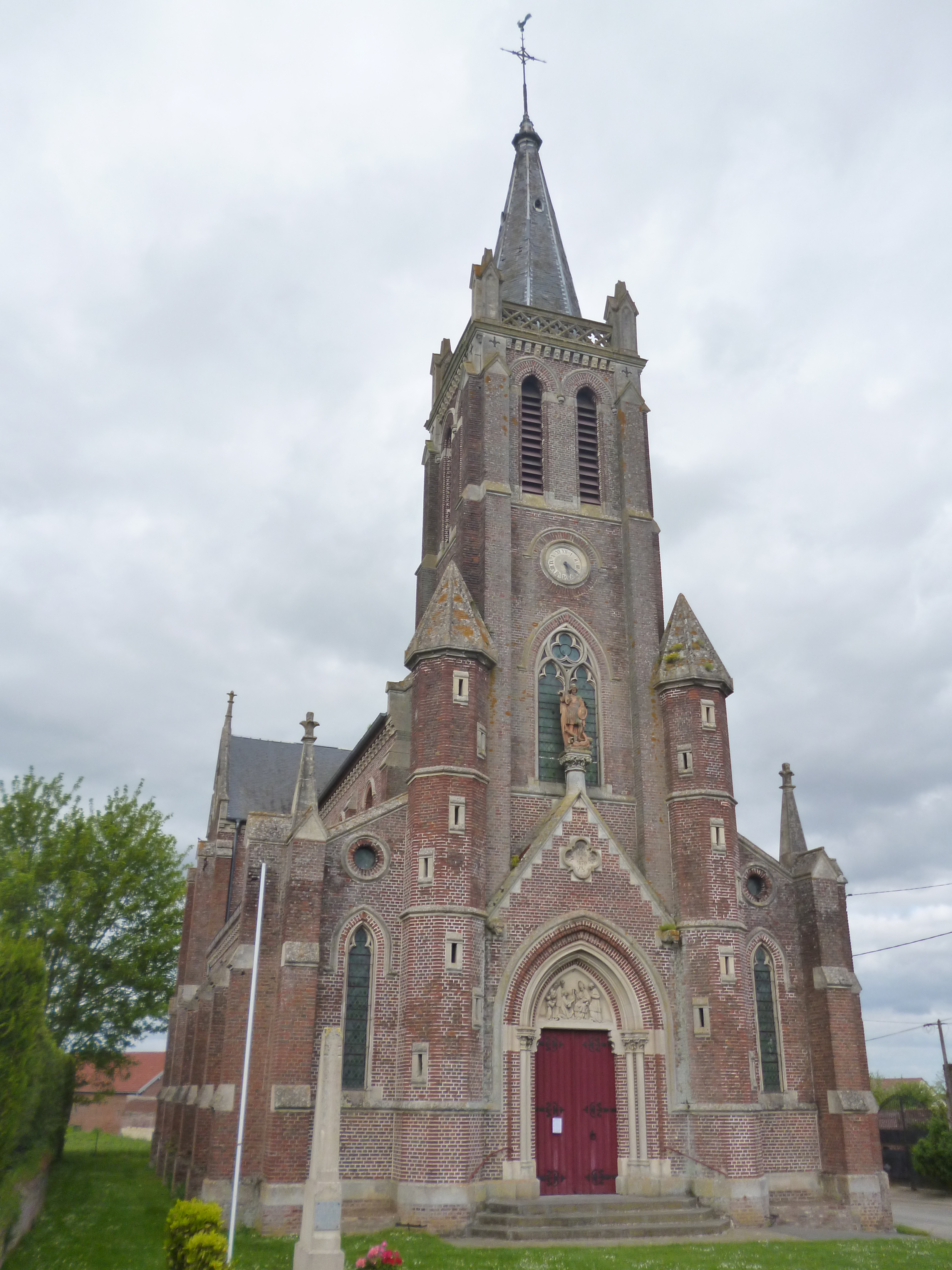
Kirche Saint-Victor

- Kirche Saint-Michel[1] aus dem 16. Jahrhundert

## Persönlichkeiten
- Joseph Pellerin (1684–1782), Numismatiker